# Eddie Vedder
Eddie Vedder, pseudonimo di Edward Louis Severson III (Evanston, 23 dicembre 1964), è un cantautore e musicista statunitense, annoverato fra gli esponenti più rappresentativi del movimento grunge.
Cofondatore, frontman e principale paroliere dei Pearl Jam, popolare gruppo rock in attività dal 1990, ha inoltre preso parte al progetto del collettivo Temple of the Dog e ha pubblicato come solista alcuni lavori di matrice folk rock.

## Biografia

### Primi anni

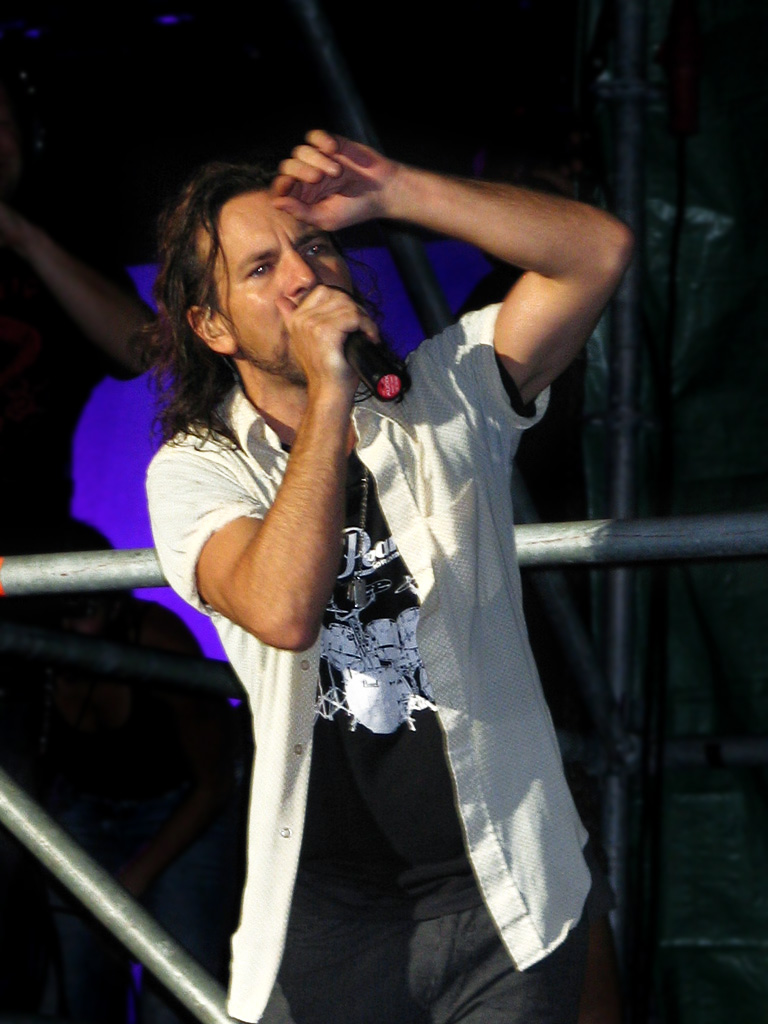
Eddie Vedder nel 2006

Edward Louis Severson III nasce il 23 dicembre 1964 a Evanston, un sobborgo di Chicago, da Edward Louis Severson Jr. e Karen Lee Vedder. I genitori divorziano nel 1965 e poco dopo la madre Karen si risposa con Peter Mueller. Edward assume quindi il cognome del patrigno e cresce credendolo suo padre biologico.
A metà degli anni settanta la sua famiglia, allargatasi con l'arrivo di tre fratelli, si trasferisce nella Contea di San Diego. Per il suo dodicesimo compleanno Edward riceve in regalo una chitarra dalla madre.
Karen divorzia anche dal secondo marito e torna a Chicago con tre dei quattro figli. Edward rimane invece in California con il patrigno. Viene a conoscenza solo anni più tardi del fatto che il padre biologico è ormai morto a causa della sclerosi multipla.
In età adolescenziale, Vedder scopre artisti come Neil Young e gruppi come The Who, The Doors, The Clash e Minor Threat, che segnano profondamente il suo background musicale.
Durante il suo ultimo anno alla San Dieguito High School, si trasferì a vivere da solo in un appartamento mantenendosi con un lavoro notturno in un drugstore a Encinitas. A causa della pressione del lavoro e della scuola il rapporto con il patrigno, già problematico, si incrina ulteriormente al punto che Edward decide di lasciare la scuola per raggiungere la madre a Chicago e assumerne legalmente il cognome da nubile: Vedder. Questa parte della sua vita verrà raccontata nel brano Alive, primo singolo dei Pearl Jam.
Nel 1984, Vedder torna a San Diego con la fidanzata Beth Liebling, inizia a registrare dei demo e intraprende diversi lavori, tra cui il benzinaio e la guardia di sicurezza.

### Pearl Jam
A San Diego, Vedder fonda alcuni gruppi musicali, tra cui i Bad Radio.
Proprio mentre è a San Diego riceve, tramite l'amico comune Jack Irons allora nei Red Hot Chili Peppers, una demo-tape contenente alcuni brani strumentali di un neonato gruppo musicale di Seattle in cerca di un cantante. Vedder scrive alcuni testi, incide le parti vocali e rispedisce il nastro. Viene così contattato dal gruppo, nel quale utilizzerà occasionalmente pseudonimi come "Jerome Turner" o "Wes C. Addle".
La voce di Vedder è intensa e baritonale, e i suoi testi, spesso cupi e introspettivi, raccontano storie di disagio e solitudine. Assieme al gruppo si impegna in battaglie politiche e in cause civili come le libertà di scelta sull'aborto (come all'MTV Unplugged del 1992 o al Rock for Choice nel marzo 1994 a Pensacola). Nel 2004 partecipa con i Pearl Jam al tour Vote for Change, contro la rielezione del presidente George W. Bush.
Dal secondo album del gruppo, Vs. del 1993, Vedder inizia a suonare la chitarra e altri strumenti, come l'ukulele, la batteria, il campanaccio, l'armonica a bocca, la fisarmonica e il sitar.

## Altre attività

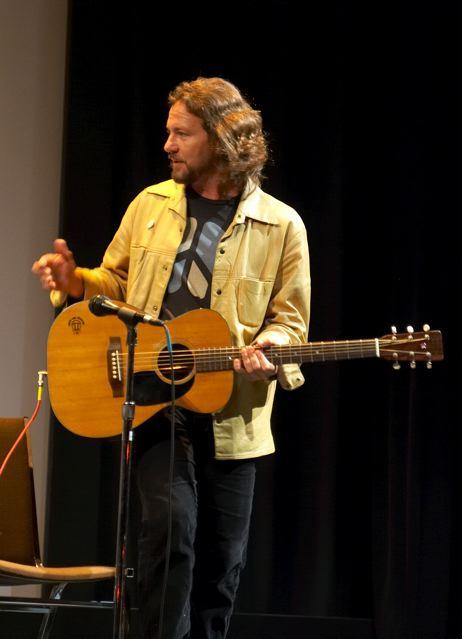
Vedder alla presentazione del documentario Body of War nel 2007

Nel 2000 sostiene il candidato indipendente alle presidenziali Ralph Nader, per i suoi interessi nella causa ambientalista, mentre alle presidenziali del 2004 partecipa alla campagna Vote for Change a favore del candidato democratico John Kerry. È anche sostenitore del movimento ecologista radicale Earth First!.
Ha partecipato a numerosi concerti benefici, tra cui il Tibetan Freedom Concert.
Ha diviso il palco e con artisti da lui stimati, come Bob Dylan, gli Who e Pete Townshend, e ha suonato la batteria in qualche concerto del gruppo rock sperimentale degli Hovercraft, in cui militava la sua ex moglie.
Le sue collaborazioni sono numerosissime: possiamo citare quelle con U2, Roger Waters, Bruce Springsteen, Alice in Chains, Soundgarden, Tom Petty, Ben Harper, Neil Young, Presidents of the United States of America, Robert Plant, Red Hot Chili Peppers, Rolling Stones, The Strokes, Kings of Leon, Sonic Youth, Ministry, Chris Cornell, Jack Johnson, Ramones, Iggy Pop, Zeke, Bad Religion, Neil Finn, Jack Irons, Nusrat Fateh Ali Khan, Cat Power, R.E.M., Mike Watt, Wellwater Conspiracy, Wolfmother, Sleater-Kinney e Beck.
Nel 1996 partecipa all'ultimo concerto dei Ramones, cantando insieme al gruppo l'ultima canzone, Any Way You Want It. Nel 2003, su richiesta di Johnny Ramone, partecipa alla creazione di un album tributo ai Ramones, We're a Happy Family, cantando due canzoni: I Believe in Miracles e Daytime Dilemma (Dangers of Love) accompagnato dagli Zeke.
Nel 2004 è presente a un concerto tributo agli stessi Ramones per il trentesimo anniversario della fondazione del gruppo (immortalato nel film-documentario Too Tough to Die: a Tribute to Johnny Ramone) insieme a Henry Rollins dei Black Flag, Steve Jones dei Sex Pistols, Brett Gurewitz dei Bad Religion, Tim Armstrong dei Rancid e altri ancora.
Appare in un cameo nel film Singles - L'amore è un gioco di Cameron Crowe del 1992, dedicato alla scena musicale di Seattle, insieme ad Ament e Gossard, nei panni di se stesso, come batterista dei Citizen Dick. Nel 2007 appare in un secondo cameo nei panni di se stesso, nella commedia Walk Hard: La storia di Dewey Cox.
Da solista, nel 1995 ha partecipato con due brani insieme a Nusrat Fateh Ali Khan alla colonna sonora del film Dead Man Walking - Condannato a morte, mentre nel 2001 ha contribuito alla colonna sonora dei film Mi chiamo Sam con la sua cover di You've Got to Hide Your Love Away del Beatles.
Nel 2007 è uscito a suo nome l'album Music from the Motion Picture: Into the Wild, colonna sonora del film Into the Wild - Nelle terre selvagge diretto da Sean Penn. Questa collaborazione gli ha fruttato nel 2008 un Golden Globe per la migliore canzone originale con Guaranteed.
Sempre nel 2007 ha scritto due canzoni (No More e Long Nights) per la colonna sonora di Body of War, documentario su un veterano americano che torna a casa dalla guerra in Iraq.
Il 2 aprile 2008 è partito da Vancouver il suo primo tour solista, ribattezzato April Fools Tour, durante il quale ha proposto brani della colonna sonora di Into the Wild, alternati a cover di artisti da lui amati come Cat Stevens, Tom Waits, Bob Dylan, Tom Petty, pezzi propri e rivisitazioni in chiave acustica di brani da lui scritti per i Pearl Jam. Da questo tour è stato tratto il film-concerto Water on the Road.
Nel 2011 è uscito il suo secondo disco solista, Ukulele Songs.

## Vita privata
Il 3 giugno 1994, in Campidoglio a Roma, si sposa con la storica fidanzata Beth Liebling, dalla quale divorzia però nel settembre del 2000.
Nel settembre del 2010 si sposa con Jill McCormick, modella conosciuta a Milano nel 2000, con la quale conviveva dal 2004. L'11 giugno 2004 i due hanno avuto una figlia, Olivia, e il 23 settembre 2008 una seconda figlia, Harper Moon Margaret. Nel 2011, McCormick è apparsa nel video musicale per una canzone solista di Vedder, Longing to Belong. Vedder e McCormick sono co-fondatori di EB Research Partnership, un'organizzazione non-profit dedicata alla ricerca di una cura per il disturbo genetico della pelle Epidermolisi bollosa.
Nel tempo libero Vedder ama dedicarsi al surf, ed è membro della Surfrider Foundation.

## Discografia

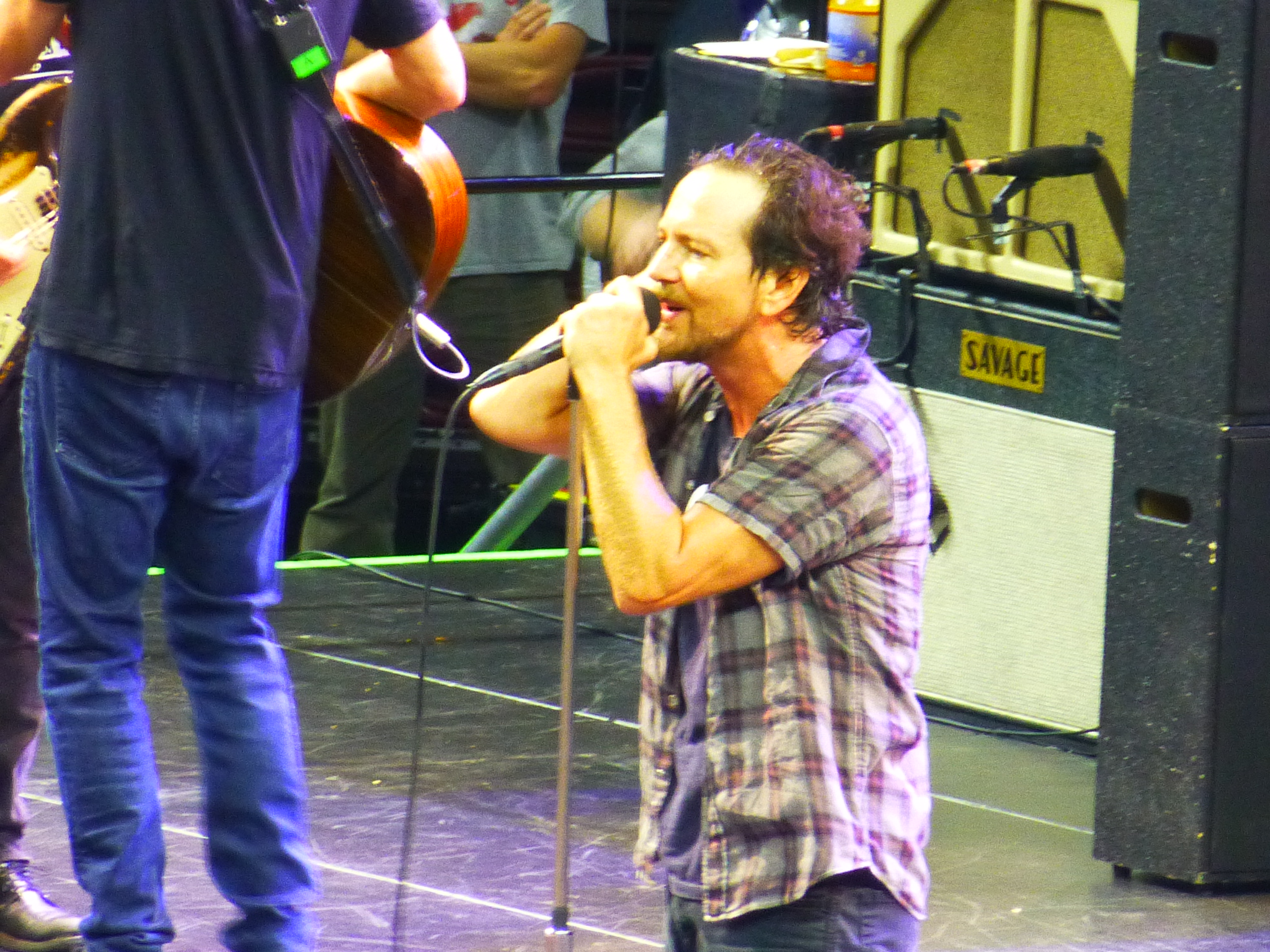
Eddie Vedder nel 2016

### Pearl Jam
- 1991 – Ten
- 1993 – Vs.
- 1994 – Vitalogy
- 1996 – No Code
- 1998 – Yield
- 1998 – Live on Two Legs
- 2000 – Binaural
- 2002 – Riot Act
- 2003 – Lost Dogs
- 2004 – Rearviewmirror: Greatest Hits 1991-2003
- 2004 – Live at Benaroya Hall
- 2006 – Pearl Jam
- 2006 – Live at Easy Street (EP)
- 2007 – Live at the Gorge 05/06
- 2009 – Backspacer
- 2011 – Live on Ten Legs
- 2011 – Pearl Jam Twenty
- 2013 – Lightning Bolt
- 2017 – Let's Play Two
- 2020 – Gigaton
- 2020 - MTV Unplugged
- 2023 - Give Way
- 2024 - Dark Matter

### Temple of the Dog
- 1991 – Temple of the Dog (voce in Hunger Strike)

### Solista

#### Album in studio
- 2007 – Music from the Motion Picture: Into the Wild (colonna sonora)
- 2011 – Ukulele Songs
- 2022 - Earthling

#### EP
- 2020 – Matter of Time

#### Partecipazioni
- 1995 – Dead Man Walking - Condannato a morte (The Face of Love e The Long Road con Nusrat Fateh Ali Khan) (colonna sonora)
- 2002 – Music from and Inspired by the Motion Picture Soundtrack: I Am Sam (You've Got to Hide Your Love Away) (colonna sonora)
- 2010 – Mangia prega ama (Better Days) (colonna sonora)
- 2013 – Out of the Furnace (Release) (colonna sonora)
- 2017 - Out of Sand (Twin Peaks S03) (Colonna Sonora)